# Total Plaza
Total Plaza (nebo také United Gas Building, Entex Building či Louisiana Place) je kancelářský mrakodrap v texaském městě Houston. Má 35 pater a výšku 158 metrů. Byl dokončen v roce 1971 podle návrhu firmy Lloyd, Morgan and Jones.